# Varad Point
Der Varad Point (englisch; bulgarisch нос Варад nos Warad) ist eine felsige Landspitze an der Foyn-Küste des Grahamlands auf der Antarktischen Halbinsel. Sie liegt 12,8 km westsüdwestlich des Spur Point und 33,6 km nordnordwestlich des Kap Robinson.
Britische Wissenschaftler kartierten sie 1976. Die bulgarische Kommission für Antarktische Geographische Namen benannte ihn 2013 nach der Ortschaft Warad im Süden Bulgariens.